# Nghị viện Pháp
Nghị viện Pháp (tiếng Pháp: Parlement français) là cơ quan lập pháp lưỡng viện của Pháp, gồm Thượng viện và Hạ viện. Mỗi viện có trụ sở riêng tại Paris: Cung điện Luxembourg là trụ sở Thượng viện và Cung điện Bourbon là trụ sở Hạ viện.
Mỗi viện có quy định và quy tắc thủ tục riêng của mình. Trong một số trường hợp, Nghị viện họp liên tịch tại Cung điện Versailles để sửa đổi hoặc soạn thảo Hiến pháp.

## Lịch sử
Nghị viện Pháp là cơ quan lập pháp, khác biệt so với Nghị viện (Parlement) trong thời kỳ phong kiến là cơ quan tòa án với quyền lực chính trị nhất định.
Từ "Nghị viện" xuất hiện trong cách mạng Pháp vào thế kỷ thứ 19 trong thời kỳ quân chủ Lập hiến 1830-1848. Nghị viện không được xuất hiện trong bất cứ văn bản hay Hiến pháp nào cho tới bản Hiến pháp đệ tứ Cộng hòa năm 1948. Trước đó có nhiều tên gọi khác nhau, nhưng không sử dụng thuật ngữ chung. Nghị viện có nhiều hình thức đơn viện, lưỡng viện, đa viện với chức năng và quyền hạn khác nhau trong chế độ cai trị khác nhau và với các bản Hiến pháp khác nhau:
| Ngày      | Hiến pháp                             | Thượng viện                                | Hạ viện                                            | Viện khác                        | Hợp nhất                                     | Đơn viện                       |
| --------- | ------------------------------------- | ------------------------------------------ | -------------------------------------------------- | -------------------------------- | -------------------------------------------- | ------------------------------ |
| 1791      | Hiến pháp Pháp 1791                   |                                            |                                                    |                                  |                                              | Quốc hội Assemblée Nationale   |
| 1793      | Hiến pháp Pháp 1793                   |                                            |                                                    |                                  |                                              | Lập pháp viện Corps législatif |
| 1795–1799 | Hiến pháp Pháp 1795                   | Hội đồng Nguyên lão Conseil des Anciens    | Hội đồng 5000 Conseil des Cinq-Cents               |                                  |                                              |                                |
| 1799–1802 | Hiến pháp năm VIII                    | Sénat                                      | Lập pháp viện Corps législatif                     | Hộ dân viện Tribunat             |                                              |                                |
| 1802–1804 | Hiến pháp năm X                       | Thượng viện Sénat                          | Lập pháp viện Corps législatif                     | Hộ dân viện Tribunat             |                                              |                                |
| 1804–1814 | Hiến pháp năm XII                     | Thượng viện Sénat                          | Lập pháp viện Corps législatif                     |                                  |                                              |                                |
| 1814–1815 | Hiến chương 1814                      | Viện Quý tộc Chambre des pairs             | Viện Đại biểu Chambre des députés des départements |                                  |                                              |                                |
| 1815      | Đạo luật bổ sung cho Hiến pháp Đế chế | Viện Quý tộc Chambre des pairs             | Viện Đại nghị Chambre des représentants            |                                  |                                              |                                |
| 1830–1848 | Hiến chương 1830                      | Viện Quý tộc Chambre des pairs             | Viện Đại biểu Chambre des députés des départements |                                  |                                              |                                |
| 1848–1852 | Hiến pháp Pháp 1848                   |                                            |                                                    |                                  |                                              | Quốc hội Assemblée Nationale   |
| 1852–1870 | Hiến pháp Pháp 1852                   | Thượng viện Sénat                          | Lập pháp viện Corps législatif                     | Hội đồng Nhà nước Conseil d'État |                                              |                                |
| 1871–1875 |                                       |                                            |                                                    |                                  |                                              | Quốc hội Assemblée Nationale   |
| 1875–1940 | Hiến pháp Pháp 1875                   | Thượng viện Sénat                          | Viện Đại biểu Chambre des députés des départements |                                  | Quốc hội Assemblée Nationale                 |                                |
| 1940–1944 | Hiến pháp Pháp 1940                   |                                            |                                                    |                                  |                                              |                                |
| 1944–1946 | Chính quyền lâm thời Cộng hòa Pháp    |                                            |                                                    |                                  |                                              | Quốc hội Assemblée Nationale   |
| 1946–1958 | Hiến pháp Pháp 1946                   | Hội đồng Cộng hòa Conseil de la République | Quốc hội Assemblée Nationale                       |                                  | Nghị viện                                    |                                |
| Từ 1958   | Hiến pháp Pháp 1958                   | Thượng viện Sénat                          | Quốc hội Assemblée Nationale                       |                                  | Hội nghị Lập pháp Parlement réuni en Congrès |                                |

## Quyền hạn và chức năng
Nghị viện Pháp có quyền hạn và chức năng:
- Thông qua Luật do Chính phủ đệ trình hoặc do các viện thuộc Nghị viện đệ trình.
- Sửa đổi hoặc thu hồi Luật.
- Có quyền tuyên bố chiến tranh.
- Đưa ra tình trạng giới nghiêm sau khi bàn luận và thông qua tại Hội đồng Bộ trưởng.
- Giám sát công việc của Chính phủ.
- Bỏ phiếu bất tín nhiệm Chính phủ tại Hạ viện.
- Chất vấn thành viên Chính phủ.
- Phê duyệt chính sách chung của Chính phủ tại Thượng viện.

## Nghị viện

### Bầu cử
Nghị viện được chia làm 2 viện gồm Hạ viện tức Quốc hội Pháp và Thượng viện.
Nghị sĩ Hạ viện Pháp được gọi là đại biểu Quốc hội Pháp. Đại biểu Quốc hội được bầu theo phổ thông đầu phiếu và thông qua 2 vòng bầu cử. Mỗi khu vực bầu cử được chia thành nhiều quận huyện với số dân trung bình khoảng 105600 cử tri. Mỗi đại biểu có thể giới thiệu người thay thế mình trong trường hợp có thể trở thành Bộ trưởng Chính phủ.
Nghị sĩ Thượng viện còn được gọi là Thượng nghị sĩ Pháp. Thượng nghị sĩ được bầu theo phố thông gián tiếp do các đại cử tri bầu. Đại cử tri bao gồm các thành viên Hội đồng vùng, tỉnh, Đại biểu Quốc hội. Nhiệm kỳ là 5 năm và mỗi 3 năm lại bầu lại 1/2 số thượng nghị sĩ.

### Quyền miễn truy tố
Thành viên Nghị viện không thể bị truy tố, điều tra, bắt giữ, xét xử vì những ý kiến phát biểu khi thực hiện chức năng nhiệm vụ của mình.
Thành viên của Nghị viện chỉ bị áp dụng biện pháp bắt giữ hay biện pháp hạn chế tự do trong lĩnh vực hình sự khi có sự cho phép của Thường vụ Hạ viện hoặc Thường vụ Thượng viện nơi thành viên đó trực thuộc. Trong trường hợp phạm tội quả tang hoặc đã có bản án kết tội có hiệu lực pháp luật của Toà án thì không cần có sự cho phép này.
Biện pháp tạm giam, biện pháp hạn chế tự do hay truy tố đối với một thành viên của Nghị viện sẽ bị tạm đình chỉ trong thời gian Nghị viện họp nếu có yêu cầu từ một trong hai Viện này nơi người đó trực thuộc. Hạ viện hoặc Thượng viện sẽ đương nhiên họp phiên bổ sung để quyết định về việc áp dụng các quy định tại khoản trên.

## Phiên họp
Nghị viện họp kỳ thường lệ bắt đầu vào ngày làm việc đầu tiên của tháng 10 và kết thúc vào ngày làm việc cuối cùng của tháng 6.
Nghị viện họp kỳ họp bất thường theo một chương trình nghị sự cụ thể, trên cơ sở có đề nghị của Thủ tướng hoặc của đa số thành viên của Hạ viện.
Trong trường hợp kỳ họp bất thường được tổ chức theo đề nghị của các thành viên của Hạ viện, thì kỳ họp sẽ phải bế mạc ngay khi Nghị viện đã thảo luận hết các vấn đề trong chương trình nghị sự đã xác định khi triệu tập kỳ họp bất thường và chậm nhất là sau 12 ngày kể từ ngày khai mạc.
Thủ tướng là người duy nhất có quyền yêu cầu triệu tập một kỳ họp mới của Nghị viện trong thời hạn một tháng kể từ khi kỳ họp bất thường bế mạc.
Ngoài các trường hợp Nghị viện họp đương nhiên, các kỳ họp bất thường khác đều phải được triệu tập, khai mạc và bế mạc theo quyết định của Tổng thống.